# Municipio de Konče
El municipio de Konče (en idioma macedonio: Општина Конче) es uno de los ochenta y cuatro municipios en los que se subdivide administrativamente Macedonia del Norte.

## Geografía
Este municipio se encuentra localizado en el territorio que abarca la región estadística de Sudeste.

## Población
La superficie de este municipio abarca una extensión de territorio de unos 233,05 kilómetros cuadrados. La población de esta división administrativa se encuentra compuesta por un total de 3.536 personas (según las cifras que arrojaron el censo llevado a cabo en el año 2002). Mientras que su densidad poblacional es de unos 15 habitantes por cada kilómetro cuadrado aproximadamente.